# Panorpa rufostigma
Panorpa rufostigma är en näbbsländeart som beskrevs av John Obadiah Westwood 1846. Panorpa rufostigma ingår i släktet Panorpa och familjen skorpionsländor. Inga underarter finns listade i Catalogue of Life.